# Parque dos Buritis
O Parque dos Buritis é um parque urbano, mais tradicional e popular do município brasileiro de Lucas do Rio Verde, ao norte do estado de Mato Grosso. O parque foi inaugurado em novembro de 2004 e está localizado entre a Avenida Mato Grosso e Goiás, em uma área de 33,033 hectares.
O parque, com mata nativa, fica dentro da reserva do córrego Lucas e possui circuito de trilha oval asfaltada com cerca de 2.800m de extensão em uma área de 33,033 ha. Nele é possível observar os animais silvestres que ficam na margem da vegetação, tais como, cotia, macaco prego, jabuti, pássaros e lagartos e pontos para piquenique e descanso. Em um ritmo leve é possível fazer seu trajeto em uma hora. Seu nome se deve aos buritis existentes no local.
Além das atrações naturais, naquela Unidade de Conservação estão disponíveis para uso gratuito da população equipamentos para a prática de arvorismo. Inda é possível ir ao Lago Ernani José Machado atravessando uma faixa elevada que se localiza em frente a entrada do parque.